# Estandeuil
Estandeuil é uma comuna francesa na região administrativa de Auvérnia-Ródano-Alpes, no departamento Puy-de-Dôme. Estende-se por uma área de 9,45 km². Em 2010 a comuna tinha 486 habitantes (densidade: 51,4 hab./km²).